# Selinda och Leander
Selinda och Leander är en humoristisk kärleksdikt av Erik Axel Karlfeldt, ur samlingen Fridolins visor och andra dikter från 1898.  Selinda och Leander har tonsatts av Wilhelm Peterson-Berger.